# Miroslav Liba
Miroslav Liba (1958. szeptember 12. –) cseh nemzetközi labdarúgó-játékvezető.

## Pályafutása

### Nemzeti játékvezetés
Ellenőreinek, sportvezetőinek javaslatára lett az I. Liga játékvezetője. Az aktív nemzeti játékvezetéstől 2004-ben vonult vissza.

### Nemzetközi játékvezetés
A Cseh labdarúgó-szövetség Játékvezető Bizottsága (JB) terjesztette fel nemzetközi játékvezetőnek, a Nemzetközi Labdarúgó-szövetség (FIFA) 1996-tól tartotta nyilván bírói keretében. Több nemzetek közötti válogatott és klubmérkőzést vezetett. A cseh nemzetközi játékvezetők rangsorában, a világbajnokság-Európa-bajnokság sorrendjében többedmagával az 5. helyet foglalja el 6 találkozó szolgálatával. Az aktív nemzetközi játékvezetéstől 2004-ben a FIFA 45 éves korhatárát elérve búcsúzott. Válogatott mérkőzéseinek száma: 7.

#### Világbajnokság
A világbajnoki döntőhöz vezető úton Franciaországba a XVI., az 1998-as labdarúgó-világbajnokságra és Dél-Koreába és Japánba a XVII., a 2002-es labdarúgó-világbajnokságra a FIFA JB bíróként alkalmazta.

##### 1998-as labdarúgó-világbajnokság
| Időpont           | Helyszín                 | Mérkőzés típusa           | Mérkőzés           | Eredmény | Nézők száma |
| ----------------- | ------------------------ | ------------------------- | ------------------ | -------- | ----------- |
| 1997. október 11. | Gradski Stadion, Szkopje | előselejtező (8. csoport) | Macedónia–Litvánia | 1 : 2    | 4 000       |

##### 2002-es labdarúgó-világbajnokság
| Időpont             | Helyszín                | Mérkőzés típusa           | Mérkőzés               | Eredmény | Nézők száma |
| ------------------- | ----------------------- | ------------------------- | ---------------------- | -------- | ----------- |
| 2001. szeptember 1. | Śląski Stadion, Chorzów | előselejtező (5. csoport) | Lengyelország–Norvégia | 3 : 0    | 42 000      |

#### Európa-bajnokság
Az európai-labdarúgó torna döntőjéhez vezető úton Belgiumba és Hollandiába a XI., a 2000-es labdarúgó-Európa-bajnokságra és Portugáliába a XII., a 2004-es labdarúgó-Európa-bajnokságra az UEFA JB játékvezetőként foglalkoztatta.

##### 2000-es labdarúgó-Európa-bajnokság
| Időpont             | Helyszín                    | Mérkőzés típusa           | Mérkőzés       | Eredmény | Nézők száma |
| ------------------- | --------------------------- | ------------------------- | -------------- | -------- | ----------- |
| 1999. március 31.   | Letzigrund Stadion, Zürich  | előselejtező (1. csoport) | Svájc–Wales    | 2 : 0    | 13 500      |
| 1999. szeptember 4. | Laugardalsvöllur, Reykjavík | előselejtező (4. csoport) | Izland–Andorra | 3 : 0    | 4 795       |

##### 2004-es labdarúgó-Európa-bajnokság
| Időpont             | Helyszín                         | Mérkőzés típusa           | Mérkőzés               | Eredmény | Nézők száma |
| ------------------- | -------------------------------- | ------------------------- | ---------------------- | -------- | ----------- |
| 2003. június 7.     | Laugardalsvöllur, Reykjavik      | előselejtező (5. csoport) | Izland–Feröer-szigetek | 2 : 1    | 6 036       |
| 2003. szeptember 6. | Estadi Comunal, Andorra la Vella | előselejtező (8. csoport) | Andorra–Horvátország   | 0 : 3    | 800         |